# Do my best!!
『Do my best!!』（ドゥ マイ ベスト）は、日本の女性ダンスアンドボーカルグループRev. from DVLの2枚目のシングル。2014年8月13日リリース。
通常盤Type-Aと通常盤Type-BとWeb盤が存在し、通常盤Type-AとWeb盤はメンバー全員の写真が、通常盤Type-B【ガールフレンド（仮）コラボver.】 はモバイルゲーム『ガールフレンド（仮）』に生徒役として登場する橋本環奈とキャラクターがジャケットとなっている。

## 収録曲

### 通常盤Type-A
CD
1. Do my best!!
作詞：久下真音、作曲：koma'n、編曲：生田真心
2. STEP by STEP!
作詞・作曲：藤末樹、編曲：生田真心
3. 君だけのストーリー
作詞：zunny、作曲：RiZ☆Zun、編曲：坂本秀一
4. Do my best!! <instrumental>
5. STEP by STEP! <instrumental>
6. 君だけのストーリー <instrumental>

DVD
1. Do my best!! (ミュージックビデオ ドラマver.)
2. Do my best!! (ミュージックビデオ ダンスver.)

### 通常盤Type-B
CD
1. Do my best!!
2. STEP by STEP!
3. 恋してズッキューン!
作詞・作曲：飯田清澄、編曲：坂本秀一
4. Do my best!! <instrumental>
5. STEP by STEP! <instrumental>
6. 恋してズッキューン! <instrumental>

### WEB盤
CD
1. Do my best!!
2. STEP by STEP!
3. 永遠パズル
作詞：RiZ☆Rie、作曲：RiZ☆Zun、編曲：坂本秀一
4. 真夜中の日記
作詞：Zunny、作曲：RiZ☆Zun、編曲：坂本秀一
5. Do my best!! <instrumental>
6. STEP by STEP! <instrumental>
7. 永遠パズル <instrumental>
8. 真夜中の日記 <instrumental>

## 特典

### 通常盤Type-A
※初回プレス盤のみ
- 生写真 Do my best!!ver.（12枚のうち1枚ランダム封入）
- ハイタッチ会参加券

### 通常盤Type-B
※初回プレス盤のみ
- 生写真 ガールフレンド（仮）ver.（12枚のうち1枚ランダム封入）
- ハイタッチ会参加券
- 『ガールフレンド（仮）』橋本環奈 新カードシリアルナンバー

### WEB盤
- 個別握手会参加券